# Джиоєва Алла
А́лла Олекса́ндрівна Джио́єва (ос. Джиоты Алыксандыры чызг Аллæ, груз. ალა ჯიოევა, рос. Алла Александровна Джиоева; *23 серпня 1949, Сталінір, Південно-Осетинська автономна область, Грузинська РСР) — політик та державний діяч Південної Осетії, колишня міністр освіти республіки, відмінник освіти СРСР. На президентських виборах 2011 року виставила свою кандидатуру й бореться за лідерство з Анатолієм Бібіловим, представником чинної влади.
За паспортом її по батькові — Олександрівна, з цим же по-батькові було її особисте звернення до Генерального прокурора Російської Федерації Юрія Чайки. Водночас у ЗМІ вона періодично згадувалася як Алла Олексіївна Джиоєва, так само її називали її знайомі і вона сама.

## Біографія
Алла Джиоєва народилася 23 серпня 1949 у Південній Осетії в Цхінвалі.
В 1955 році вступила до Цхінвальської середньої школи № 6. З відкриття в мікрорайоні нової школи була переведена за місцем проживання в школу № 5, яку й закінчила в 1966 році.
1967 року Джиоєва вступила до Південно-Осетинського педагогічного інституту (нині Південно-Осетинський державний університет імені Олександра Тібілова), потім перевелася на філологічний факультет Одеського держуніверситету ім. І. І. Мечникова, який закінчила в 1974 році.
Після закінчення університету почала працювати в середній школі № 2 міста Цхінвалі вчителем початкових класів, вчителем російської мови та літератури, потім була директором цієї школи до 2002 року.
У 2002 році призначена міністром освіти Республіки Південна Осетія (РПО). Через жорстку критику на адресу керівництва республіки в лютому 2008 року була звільнена з посади у зв'язку з початком провадження кримінальної справи за зловживання посадовими повноваженнями. Справа була порушена за результатами перевірки фінансово-господарської діяльності міністерства освіти.

### Карна справа
4 лютого 2008 Аллу Джиоеву було звільнено з посади міністра. 5 лютого на неї було заведено карну справу про зловживання посадовими повноваженнями, службовій підробці, шахрайстві та незаконній підприємницькій діяльності. Згідно з офіційною інформацією, Джиоєва підозрювалася в тому, що 
|  | уклала незаконний договір про постачання підручників у свій магазин, а також вносила підроблені накладні до бухгалтерії Міністерства освіти РПО |

 Прокуратура стверджувала, що Джиоєва купувала підручники в П'ятигорську за знижкою в 5 відсотків і реалізовувала їх в Південній Осетії вже без цієї знижки, в результаті чого отримала вигоду для себе в розмірі 22 тисяч рублів. Крім того, екс-міністра звинуватили в тому, що вона 
|  | стягувала по 3500 рублів з батьків абітурієнтів, які вступають в російські вузи за виділеними міністерством Російської Федерації лімітами для випускників Південної Осетії |

28 березня 2008 Джиоєва була поміщена під домашній арешт, оскільки, згідно із заявою Генпрокуратури Південної Осетії, вона 
|  | заважала ходу слідства і впливала на покази свідків |

 Під домашнім арештом вона перебувала близько двох років, до дня суду, який 29 квітня 2010 визнав Джиоєву винною в перевищенні посадових повноважень і шахрайстві (виправдавши за двома іншими статтями) і засудив її до двох років і двох місяців позбавлення волі умовно і виплати штрафу в розмірі 120 тисяч російських рублів. Джиоєва, не погодившись з рішенням суду, подала касаційну скаргу до Верховного суду Південної Осетії, відомостей про результати розгляду скарги в ЗМІ не знайдено.
Сама Джиоева з самого початку заявила, що процес слід вважати політичним, а не кримінальним

. На думку Джиоєвої, її усунули з посади та піддали кримінальному переслідуванню за те, що вона публічно виступила з критикою Едуарда Кокойти і проведеного ним курсу. Екс-міністр заявила про низку грубих порушень, допущених в ході розгляду її справи. Зокрема, до процесу не було допущено жодного свідка захисту. З 18 осіб, яких слідство оголосило потерпілими, 12 заявили, що не постраждали від дій Джиоєвої, інші ж взагалі не з'являлися на засідання суду. Батьки абітурієнтів та сама Джиоєва стверджували, що всі внески в касу Міносвіти були добровільними і пішли на оплату співробітникам приймальні комісії, які працювали «безперервно і без оплати до півночі», а також на закупівлю канцелярських товарів та комп'ютерів. Джиоєва посилалася на результати ревізії, яка підтвердила цільове використання коштів. Крім того, на суді у Джиоєвої не було адвоката, і їй довелося вести свій захист самостійно. При цьому деякі ЗМІ писали, що колишній міністр сама відмовилася від наданого їй адвоката, заявивши, що вона «сама собі найкращий захисник».

### Президентські вибори
10 жовтня 2011 Центральна виборча комісія невизнаної республіки Південна Осетія зареєструвала Аллу Джиоєву кандидатом на посаду президента РПО.
За підсумками голосування 13 листопада Алла Джиоєва набрала 25,37 % голосів виборців (дані після обрахунку 98,84 % голосів виборців) і пройша у другий тур виборів.
27 листопада 2011 відбувся другий тур виборів президента Південної Осетії. За попередніми даними, Алла Джиоєва здобула перемогу з результатом 51,37 % голосів.
Верховний Суд Південної Осетії прийшов до висновку, що прихильники Джиоєвої перешкоджали вільному волевиявленню громадян, і скасував результати голосування. Джиоєвою було заборонено брати участь у додаткових виборах. Джиоєва оголосила себе президентом і сформувала Державна рада. Ці події були названі «Сніговою революцією» через сніг, що випав в Осетії в цей день.
9 грудня Алла Джиоєва й чинний у той час президент Південної Осетії Едуард Кокойти підписали угоду по врегулюванню ситуації в республіці. Проте 18 січня 2012 Джиоєва повідомила, що відкликає свій підпис під угодою, через порушення владою цих домовленостей. Вона також заявила, що не братиме участь в нових виборах глави республіки і зажадала передати їй владу як законно обраному президенту. В подальшому вона призначила власну інавгурацію на 10 лютого 2012 року.
9 лютого штаб-квартиру екс-кандидата в президенти Південної Осетії Алли Джиоєвої взяли штурмом силовики, в результаті Джиоєва опинилася в реанімації. Її стан оцінювався як стабільно-важкий. За словами прес-секретаря Алли Джіоєвої, під час штурму виборчого штабу нападниками було завдано травм також чоловікові й братові Джиоєвої, які намагалися заступитися за неї.
Тим часом, 8 лютого парламент Південної Осетії ухвалив зміни до виборчого законодавства, які забороняють балотуватися на посаду президента країни особам з непогашеною судимістю. Таким чином Аллу Джиоєву було позбавлено можливості брати участь в повторних виборах президента.

## Нагороди
- Орден Пошани (Південна Осетія)
- Заслужений вчитель Південної Осетії
- Заслужений вчитель Російської Федерації (10 серпня 2007) - за заслуги в навчанні та вихованні підростаючого покоління та багаторічну сумлінну працю[21]
- Відмінник освіти СРСР
- Срібна медаль ВДНГ СРСР

## Родина
Заміжня. Має двох дітей.